# Горен чифлик
Горен чифлик е село в Североизточна България. То се намира в община Долни чифлик, област Варна.

## География
Селото се намира в камичиската долина на края на Армската и Додиленската долини. Идеален климат за отглеждане на всякакви култури освен памук. Преобладаващата почва в землището на селото е наносна. В близост до селото се намира уникалните гора Лонгоз и вековни дъбови и букови гори.

## История
Запазени са сведения, според които през 1923 г. в селото функционира прогимназиално учебно заведение.
При избухването на Балканската война един човек от Горни чифлик е доброволец в Македоно-одринското опълчение.
През 1950 г. в селото функционира всестранна взаимоспомагателна кооперация.
До 1966 година името на селото е Горни чифлик.

## Население
Численост на населението според преброяванията през годините:
| \| Година на преброяване \| Численост \| \| --------------------- \| --------- \| \| 1934 \| 1586 \| \| 1946 \| 1743 \| \| 1956 \| 1754 \| \| 1965 \| 1771 \| \| 1975 \| 1796 \| \| 1985 \| 1621 \| \| 1992 \| 1603 \| \| 2001 \| 1602 \| \| 2011 \| 1527 \| \| 2021 \| 1101 \| |           |
| Година на преброяване | Численост |
| 1934 | 1586      |
| 1946 | 1743      |
| 1956 | 1754      |
| 1965 | 1771      |
| 1975 | 1796      |
| 1985 | 1621      |
| 1992 | 1603      |
| 2001 | 1602      |
| 2011 | 1527      |
| 2021 | 1101      |

### Етнически състав

#### Преброяване на населението през 2011 г.
Численост и дял на етническите групи според преброяването на населението през 2011 г.:
|                     | Численост | Дял (в %) |
| Общо                | 1527      | 100.00    |
| Българи             | 785       | 51.40     |
| Турци               | 234       | 15.32     |
| Цигани              | 9         | 0.58      |
| Други               | ?         | ?         |
| Не се самоопределят | ?         | ?         |
| Неотговорили        | 495       | 32.41     |

## Религии
Преобладава Източно православното християнство и в по-малката част ислям.

## Обществени институции
Кметство, ОУ „Паисий Хилендарски“, читалище „Любен Каравелов“, горско стопанство към ДДС „Шерба“, църква „Арахангел и Михаил", музей за бита на селото, две библиотеки, Дом за възрастни хора с умствена изостаналост, защитено жилище и Център за настаняване от семеен тип за хора с псих. заболявания.

## Редовни събития
Съборът на селото е на 21 ноември – Въведение Богородично, ден на православната християнска младеж и семейство. Преди години се е празнувала и Родова среща, която се е състояла в местността Доанка.